# Erna Auerbach
Erna Auerbach (geboren am 1. Oktober 1897 in Frankfurt am Main; gestorben am 23. Juni 1975 in London) war eine deutsch-britische Malerin und Kunsthistorikerin. 

## Leben
Erna Auerbach war eine Tochter der Malerin Emma Kehrmann (1867–1958) und des Juristen und Kommunalpolitikers Ernst Moritz Auerbach (1863–1926). Ihre Schwester Ilse Auerbach heiratete den Juristen Clive M. Schmitthoff, der ebenfalls aus Deutschland geflohen war. 
Auerbach besuchte die Frankfurter Schillerschule und studierte Kunstgeschichte an den Universitäten Frankfurt, Bonn und München. Sie wurde 1924 bei Rudolf Kautzsch mit der Dissertation Die deutsche Bildnismalerei im 16. Jahrhundert in Franken, Schwaben und Bayern an der Universität Frankfurt promoviert. Parallel dazu studierte sie von 1917 bis 1922 Malerei an der Städelschule bei Johann Vincenz Cissarz. 1929 war sie Privatschülerin bei Willi Baumeister. Sie machte sich einen Namen als Porträtmalerin. 1925 hatte sie eine erste Einzelausstellung in der Frankfurter „Galerie Schames“, sie beteiligte sich an Gruppenausstellungen des Frankfurter Künstlerbundes und im September 1930 an der Ausstellung „Frauen von Frauen dargestellt“, veranstaltet von der Gemeinschaft deutscher und österreichischer Künstlerinnenvereine aller Kunstgattungen (GEDOK).
Nach der Machtübergabe an die Nationalsozialisten emigrierte Auerbach 1933 nach England. Sie konnte sich dort in den Ausstellungsbetrieb der Emigranten einbringen. Während des Krieges leistete sie Dienst im „Women’s Voluntary Service“. 1946 erhielt sie die britische Staatsbürgerschaft. Nachdem ihr Atelier in London durch Kriegseinwirkung zerstört worden war, wandte sie sich wieder der Kunstgeschichte zu. In London studierte sie nach dem Krieg am Courtauld Institute und schrieb 1949 bei Henry M. Hake eine zweite Dissertation über Patronage and painting in 16th-century England, die sie 1954 unter dem Titel Tudor Artists veröffentlichte. Von 1947 bis 1975 war sie visiting lecturer am Polytechnic Institute in London.

## Schriften (Auswahl)

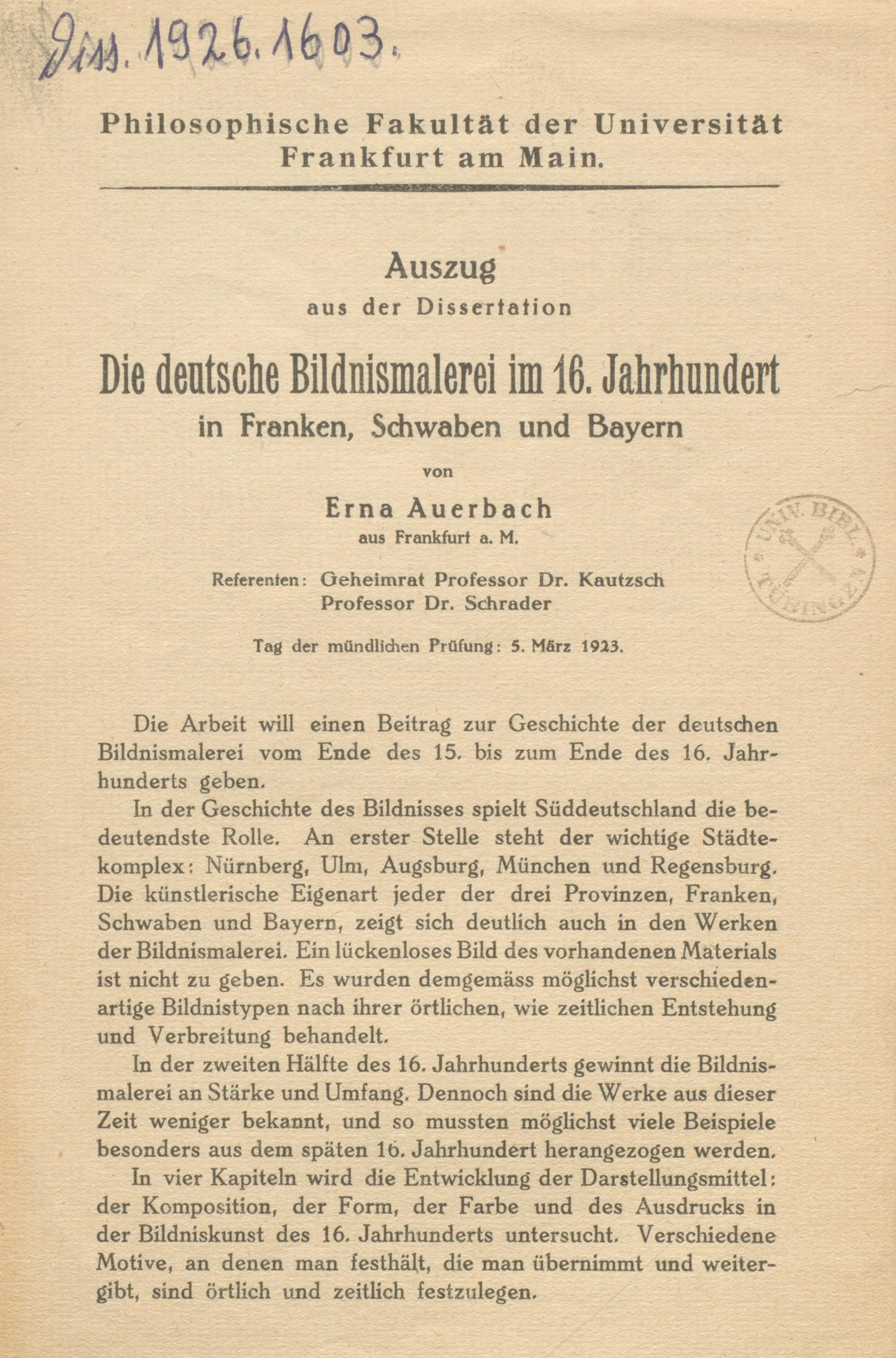
Auszug aus der Dissertation (1925)

- Tudor Artists. A Study of Painters in the Royal Service and of Portraiture on Illuminated Documents from the Accession of Henry VIII to the Death of Elizabeth I. Athlone Press, London 1954.
- Nicholas Hilliard. Routledge & Kegan Paul, London 1961.
- mit Charles Kingsley Adams: Paintings and sculpture at Hatfield House. A Catalogue. Constable, London 1971.